# Aechmea mariae-reginae
Aechmea mariae-reginae là một loài thực vật có hoa trong họ Bromeliaceae. Loài này được H.Wendl. mô tả khoa học đầu tiên năm 1863.

## Hình ảnh

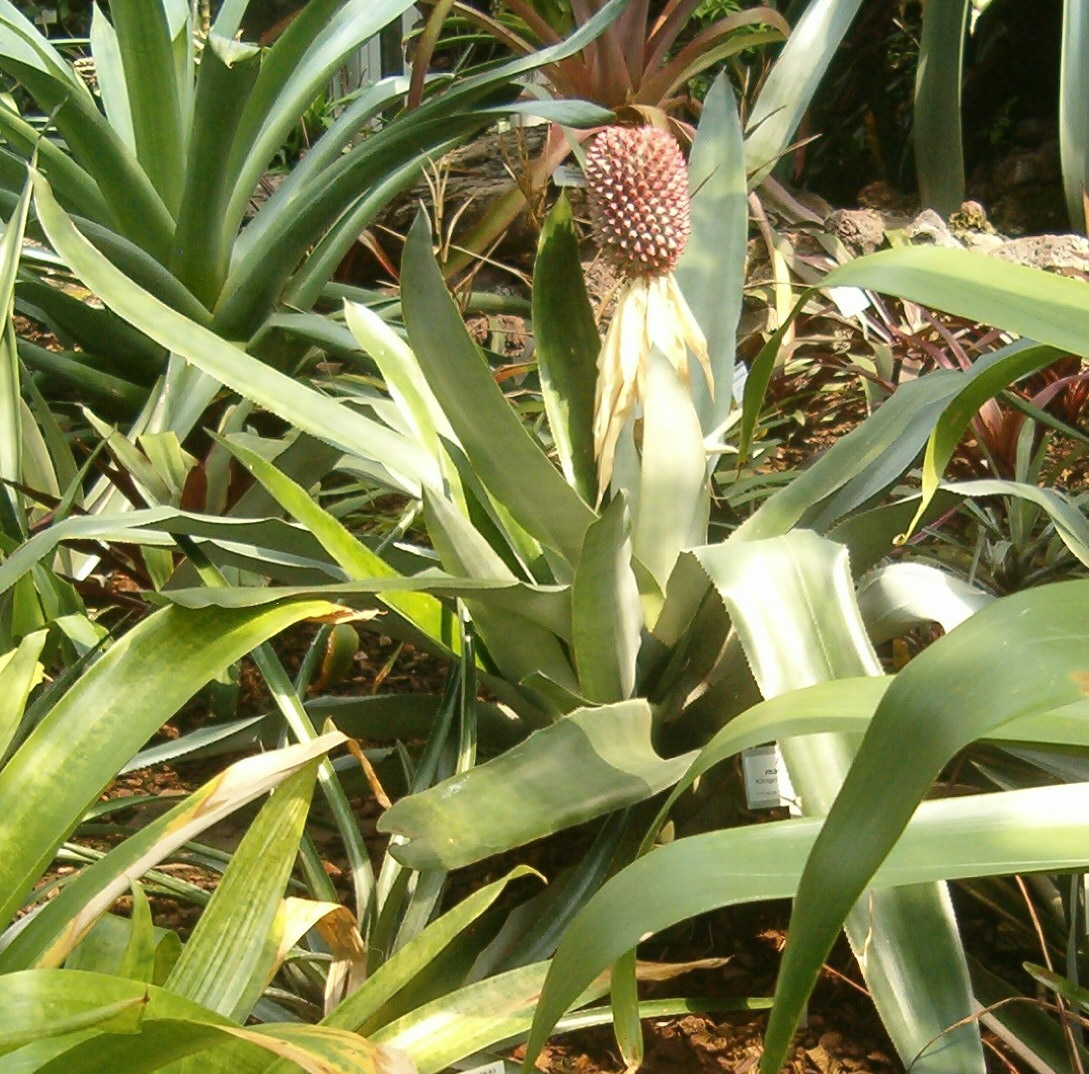
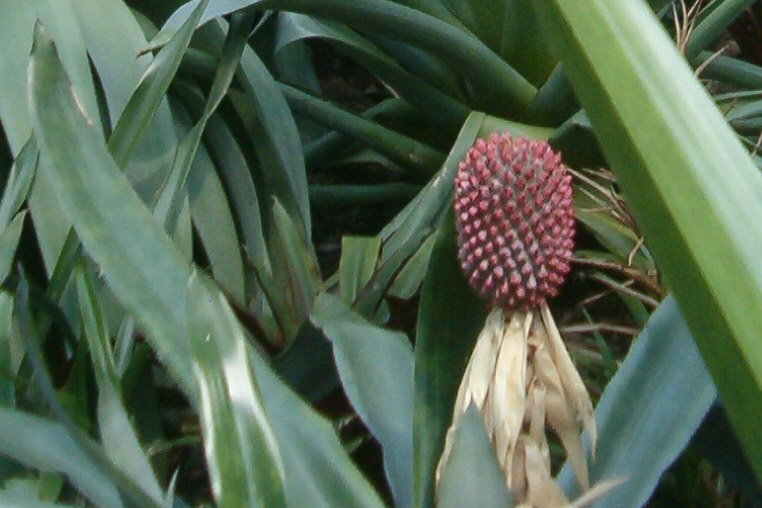
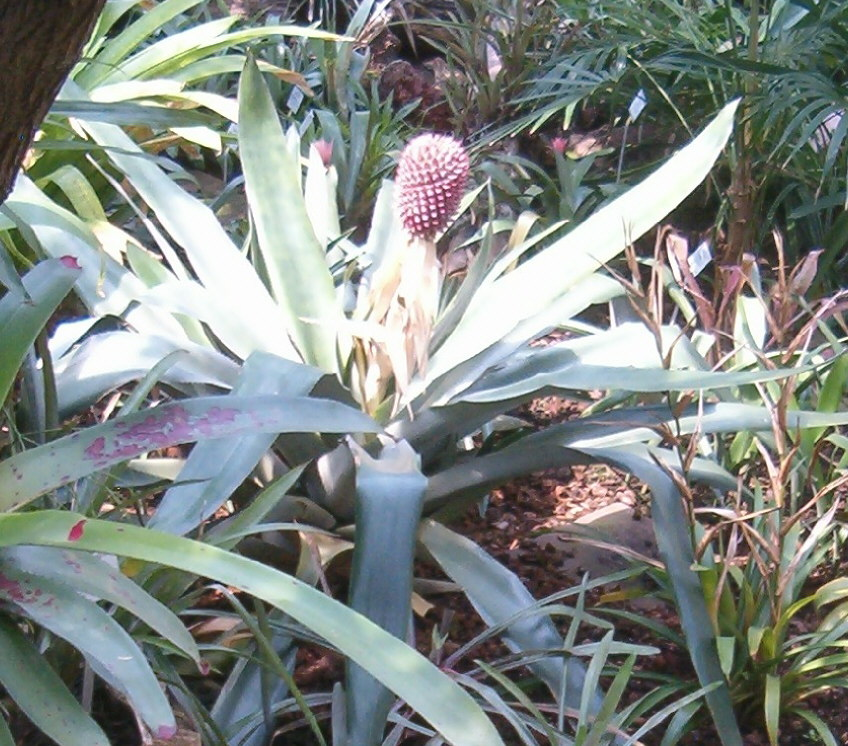
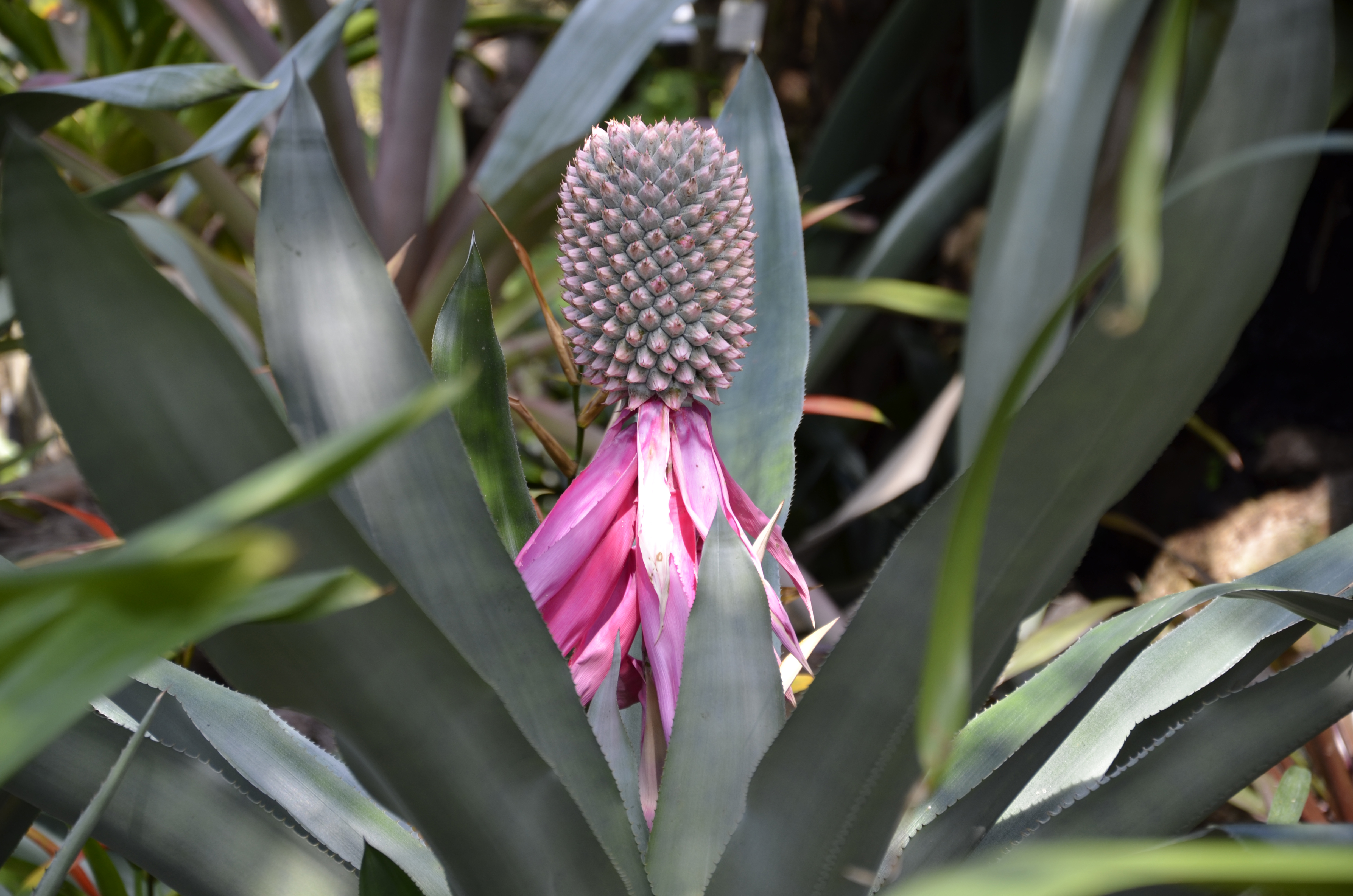